# Sonate K. 216
La sonate K. 216 (F.164/L.392) en mi majeur est une œuvre pour clavier du compositeur italien Domenico Scarlatti.

## Présentation
La sonate en mi majeur K. 216, notée Allegro, forme une paire avec la sonate précédente (les deux sonates étant présentées dans l'ordre inversé sur la copie de Münster). À l'instar de sa consœur, la seconde section offre « des développements d'une rare beauté ».

## Manuscrits
Le manuscrit principal est le numéro 11 du volume III (Ms. 9774) de Venise (1753), copié pour Maria Barbara ; l'autre est Parme IV 26 (Ms. A. G. 31409). Les autres sources manuscrites sont Münster V 18 (Sant Hs 3968), Vienne G 8, A 13 (VII 28011 G, VII 28011 A) et Q 15118 (no 1). Un manuscrit, probablement copié avant les sources italiennes (1751–1752), figure à Lisbonne, ms. FCR/194.1 (no 11) .

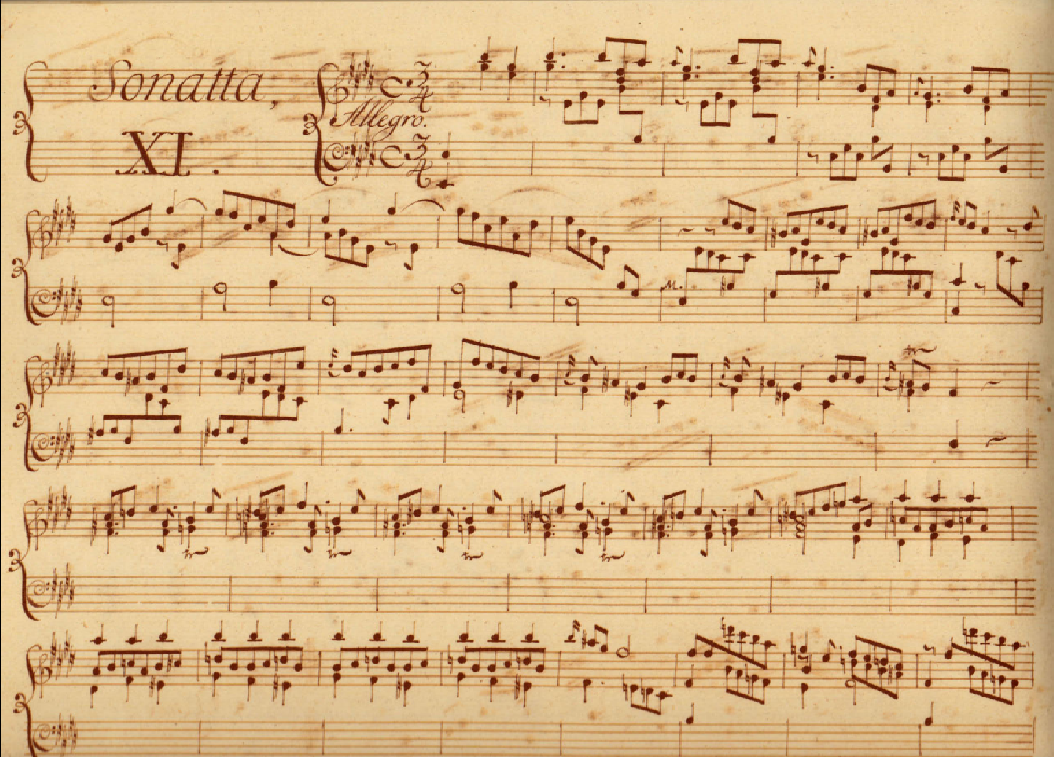
Lisbonne 11.
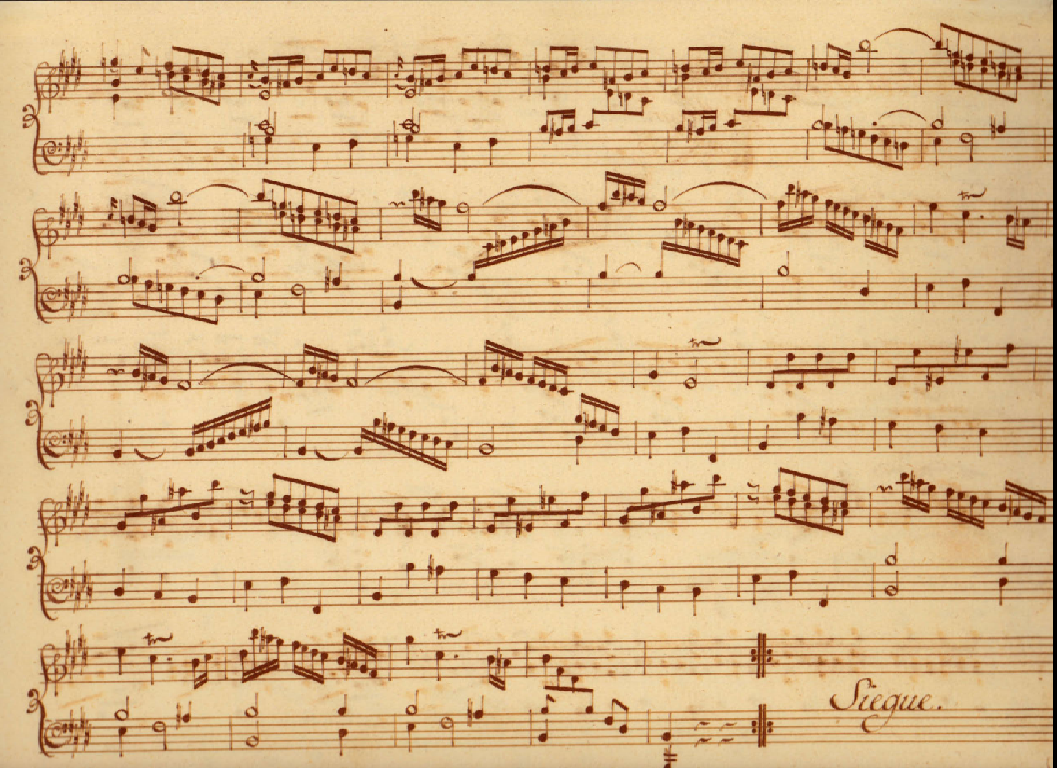
Lisbonne 11 (fin de la première section).
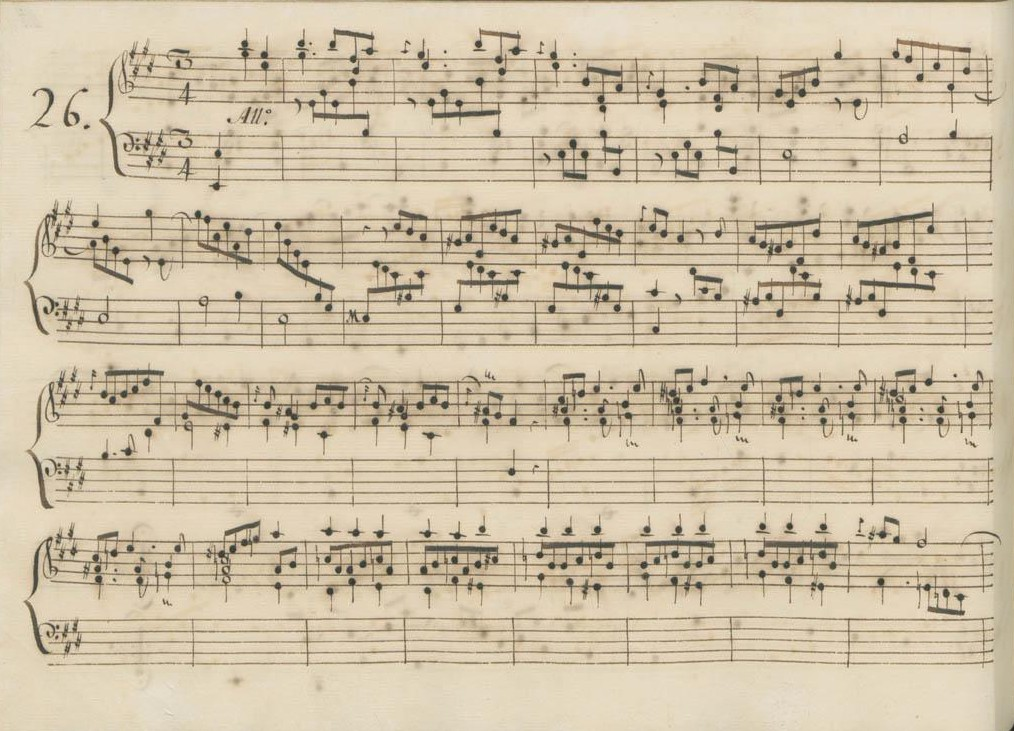
Parme IV 26.
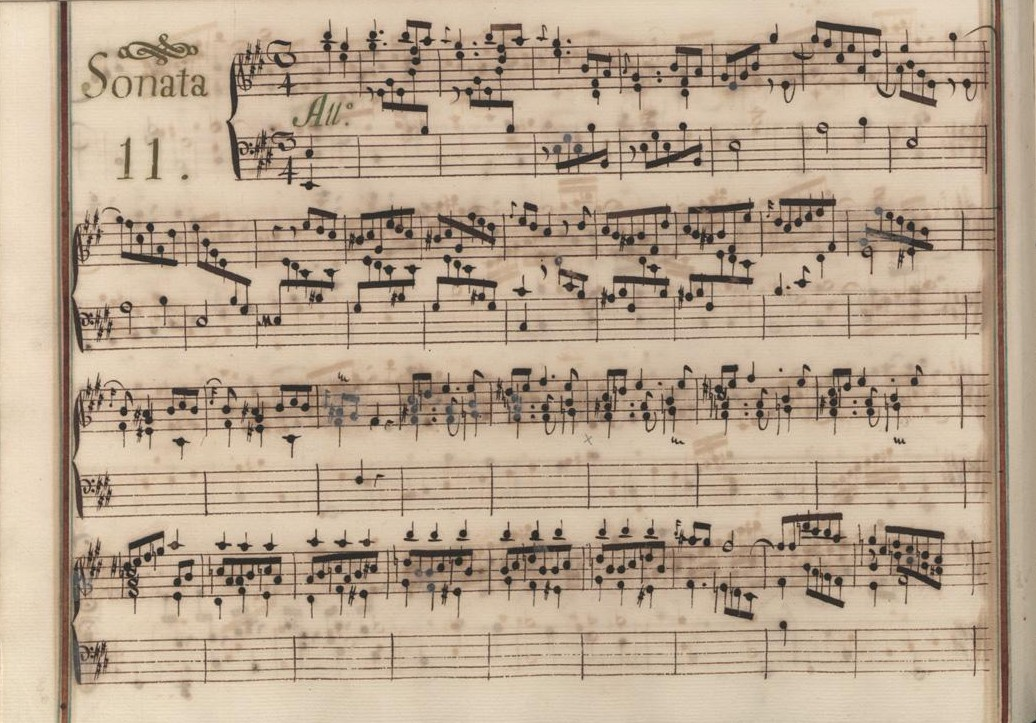
Venise III 11.

## Interprètes
La sonate K. 216 est défendue au piano notamment par Linda Nicholson (2004, Capriccio), Carlo Grante (Music & Arts, vol. 2), Pi-hsien Chen (en) (2012, Hat Now ART) et Orion Weiss (2013, Naxos, vol. 15) ; au clavecin, par Gustav Leonhardt (1970, DHM), Scott Ross (Erato, 1985), Ton Koopman (1986, Capriccio), Andreas Staier (1996, Teldec), Pierre Hantaï (2004), Jean Rondeau (2018, Erato) et Francesco Corti (nl) (2024, Arcana).

## Sources
: document utilisé comme source pour la rédaction de cet article.
- Ralph Kirkpatrick (trad. de l'anglais par Dennis Collins), Domenico Scarlatti, Paris, Lattès, coll. « Musique et Musiciens », 1982 (1re éd. 1953 (en)), 493 p. (ISBN 978-2-7096-0118-4, OCLC 954954205, BNF 34689181).
- Alain de Chambure, « Domenico Scarlatti : Intégrale des sonates — Scott Ross », p. 196, Erato (2564-62092-2), 1985 (OCLC 891183737) .
- (en) W. Dean Sutcliffe, The Keyboard Sonatas of Domenico Scarlatti and Eighteenth-Century Musical Style, Cambridge / New York, Cambridge University Press, 2008, xi-400 (ISBN 978-0-521-07122-2, OCLC 1005658462), p. 210–216.
- (it) Carlo Grante, « Domenico Scarlatti e la sospensione del tempo », Note Musicali, Caltanissetta, Istituto Superiore di Studi Musicali V. Bellini, vol. 1, no 2,‎ octobre/décembre 2011, p. 43–59 (OCLC 955631100, lire en ligne)
- (es) Celestino Yáñez Navarro (thèse), Nuevas aportaciones para el estudio de las sonatas de Domenico Scarlatti. Los manuscritos del Archivo de Música de las Catedrales de Zaragoza, Université autonome de Barcelone, 2016 (lire en ligne)